# Sender Kaltenkirchen
Der Sender Kaltenkirchen ist eine Sendeanlage (kurz Sender) für Hörfunk im Gemeindegebiet von Kisdorf östlich von der namensgebenden Stadt im Kreis Segeberg. Als Antennenträger wird ein Sendemast in der Bauart eines abgespannten Stahlfachwerkturms verwendet. Von hier aus werden die nördlichen Vororte Hamburgs versorgt.

## Frequenzen und Programme

### Analoger Hörfunk (UKW)
Zurzeit hat die Sendeanlage folgende analoge Hörfunksender:
| Frequenz (MHz) | Programm    | RDS PS            | RDS PI                | Regionalisierung | ERP (kW) | Antennendiagramm rund (ND)/gerichtet (D) | Polarisation horizontal (H)/vertikal (V) |
| -------------- | ----------- | ----------------- | --------------------- | ---------------- | -------- | ---------------------------------------- | ---------------------------------------- |
| 102,9          | R.SH        | R.SH_HH_ __R.SH__ | D7E8 (regional), D3E8 | Hamburg          | 20       | D (150–50°)                              | H                                        |
| 107,4          | delta radio | delta-HH _delta__ | D7E9 (regional), D3E9 | Hamburg          | 16       | D (270–50°, 100°, 200–210°, 230–240°)    | H                                        |

Die Antennenanlagen zur Ausstrahlung der privaten Hörfunkprogramme von R.SH und delta radio werden von Uplink Network betrieben.

### Digitaler Hörfunk (DAB+)
Seit dem 17. September 2018 wird von dem Sender der DAB+ Block des Norddeutschen Rundfunks ausgestrahlt.
| Block                     | Programme (Datendienste) | ERP (kW) | Antennen- diagramm rund (ND)/ gerichtet (D) | Gleichwellennetz (SFN)                                            |
| ------------------------- | --- | -------- | ------------------------------------------- | ----------------------------------------------------------------- |
| 10C NDR SH NOR (D__00393) | DAB+ Block des Norddeutschen Rundfunks: - NDR 1 SH NOR (Norderstedt) (104 kbps) - NDR 2 SH (104 kbps) - NDR Kultur (104 kbps) - NDR Info SH (104 kbps) - N-Joy (104 kbps) - NDR Blue (104 kbps) - NDR Schlager (104 kbps) - NDR Info Spezial (104 kbps) - NDR BWS - NDR TPEG | 10       | D                                           | Bad Oldesloe-Meddewade (R), Bad Segeberg, Henstedt-Ulzburg, Wedel |

### Weitere Funkdienste
Der Funkturm wird außerdem für Mobilfunk und Richtfunkstrecken genutzt.

## Geschichte
Die drei leistungsstärkeren Frequenzen am Sender Kaltenkirchen waren bei der Funkplanungskonferenz Genf 84 für einen Standort bei Elmshorn vorgesehen. Mit dem Sendestart von Radio Schleswig-Holstein im Juli 1986 wurde aber bereits die erste dieser Frequenzen unmittelbar in Kaltenkirchen in Betrieb genommen, der Standort Elmshorn wurde nie realisiert.
Der Sender für Deutschlandradio Kultur wurde am 18. Juli 2002 in Betrieb genommen.
Im November 2022 wurde die zylinderförmige Spitze des Turms ausgewechselt und durch einen Stahlfachwerkaufsatz ersetzt, wobei die Höhe von 98 Meter auf 92 Meter verringert wurde.